# Eratoneura inksana
Eratoneura inksana är en insektsart som först beskrevs av Knull 1954.  Eratoneura inksana ingår i släktet Eratoneura och familjen dvärgstritar. Inga underarter finns listade i Catalogue of Life.